# 연습곡 Op. 25, 5번 (쇼팽)

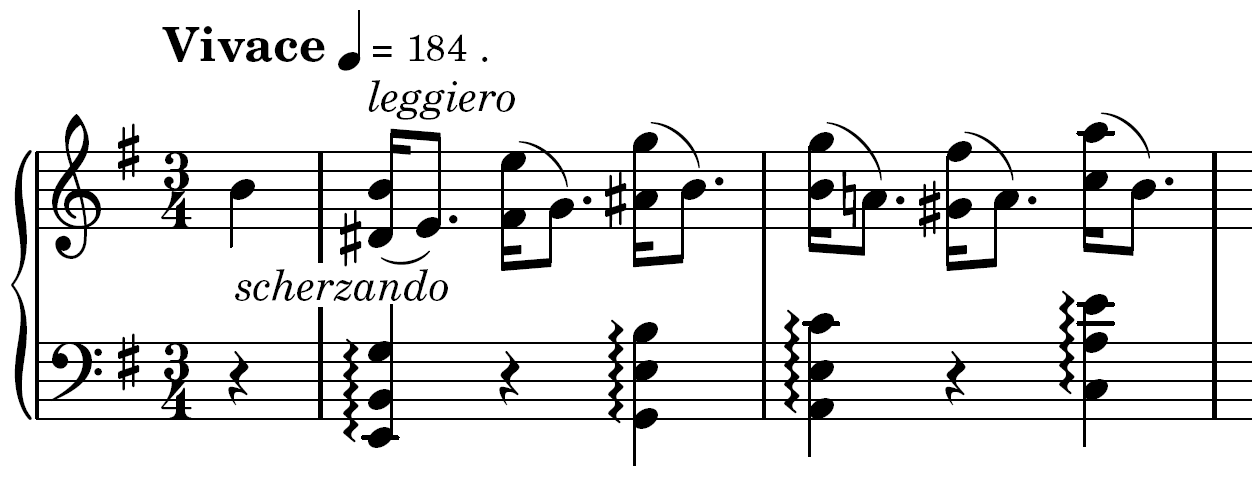
쇼팽 연습곡 Op. 25의 5번의 처음 두 마디

쇼팽의 연습곡 Op. 25, 5번(Étude Op. 25, No. 5)은 프레데리크 쇼팽이 작곡한 연습곡 중 작품번호 제25번의 5번에 해당하는 곡으로 1837년에 프랑스, 영국, 독일 등지에서 처음 출판되었다. 이 곡은 기존에 쇼팽이 작곡한 연습곡과는 상당히 다른 기교를 요구하고 있다. 특히 짝수번 음표는 전의 음표와 1도음정에 해당하며 약간 불협화음의 소리를 낸다. 5번의 중간부분에서는 마장조로 조성이 전환되며 불협화음의 소리는 거의 사라진다. 또한 빠르기는 'Più Lento(약간 느리게)'로 지시되어 있지만 곡의 첫머리에 해당하는 빠르기가 ♩=168 이어서 속도는 거의 비슷하게 연주된다. 이 곡의 처음과 끝이 단조인 반면 가운데는 장조여서 이 같은 형태가 반복된 곡은 후의 연습곡 Op. 25의 10번밖에 없다. 이러한 형태는 루트비히 판 베토벤의 소나타에도 많이 나타난다.